# Paul Anka
Paul Albert Anka (Ottawa, Ontario, 30 de juliol de 1941) és un cantant i actor canadenc i estatunidenc d'origen libanès. Va debutar l'any 1956. Es va fer famós com a ídol dels adolescents en la dècada de 1950 i 1960 amb cançons com "Diana", "Lonely Boy", i "Put Your Head on My Shoulder". També va escriure la lletra de la cançó "My Way" de Frank Sinatra i va compondre el gran èxit de Tom Jones "She's a Lady".
Ha actuat nombroses vegades als casinos de Las Vegas.
El 1983, junt amb Michael Jackson va fer la cançó "I Never Heard", retitulada "This Is It".
Anka es va nacionalitzar ciutadà estatunidenc el 1990.

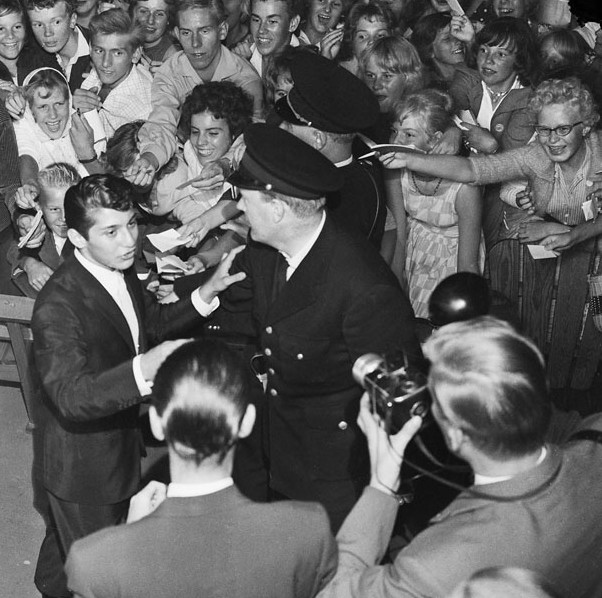
Paul Anka a Gröna Lund, Estocolm 1959.

## Biografia
Nascut al Canadà de pares libanesos, és naturalitzat estatunidenc el 6 de setembre de 1990.
Encoratjat pels seus pares, Paul Anka desenvolupa molt d'hora un talent de cantant i grava el seu primer títol I Confess amb 14 anys.
El 7 d'agost de 1957, fa la seva primera aparició televisada a Nova York, a l'emissió American Bandstand pertanyent a la xarxa ABC. Hi presenta una cançó composta per la seva antiga cangur, Diana Ayoub. La cançó Diana assoleix un èxit immediat i passa al capdavant de les millors vendes de discos el 9 de setembre. Irving Feld, propietari d'una cadena de magatzems de discos i productor de l'espectacle Biggest Show of Stars contracta llavors Paul Anka per la seva primera gira als Estats Units el setembre de 1957. Diana resta avui com un dels 45 voltes més venuts de la història de la música amb 9 milions de còpies. Gràcies als títols You Are My Destiny i Crazy Love, igualment classificats als 20 millors vendes de l'any 1958, Paul Anka esdevé l'ídol del públic adolescent.
Després d'una gira al Regne Unit el novembre de 1957, realitza una sèrie de concerts amb Buddy Holly a Austràlia el gener de 1959. Al començament de l'any 1959, Anka comença una carrera d'actor cantant diverses cançons (com ara Lonely Boy) al film Girls Town. Igualment fa un paper al film The Longest Day l'any 1962 en el que escriu la música i la cançó del film The Longest Day que serà un èxit internacional.
Encadena èxits comercials amb els títols Put Your Head on My Shoulder, Puppy Love (escrits per Annette Funicello), It's Time To Cry, i My Home Town, tots classificats en els deu millors vendes de l'any.
Havent arribat a la majoria d'edat, actua als casinos de Las Vegas: el Sàhara Hotel l'any 1959 i el Copacabana l'any 1960.
La seva popularitat a prop del jove públic disminueix, i signa el 1962 amb l'etiqueta RCA Victor, després amb Buddah Rècords l'any 1971. Renova finalment el 1974 amb United Artists Rècords, una companyia coneguda pel seu estil convencional. El seu primer títol, (You're) Having My Baby, un duo amb Odia Coates, esdevé número 1 de les vendes (sota la pressió dels moviments feministes naixents, el títol és modificat a (You're) Having Our Baby).
El 1975, grava el jingle The Times of Your Life per la marca Kodak. La campanya publicitària és un èxit i una versió llarga de The Times of Your Life és editada en 45 voltes.
Paul Anka ha compost també per altres artistes: el títol It Doesn't Matter Anymore per Buddy Holly, She's ha Lady per Tom Jones i My Way per Frank Sinatra, versió molt més fúnebre i realista del tube francès Comme d'habitude de Claude François del qual reprendrà un altre títol Plus rien qu'une adresse en commun que es converteix en Do I love you. Ha igualment compost els crèdits del Johnny Carson's Tonight Show. El 1963, compon Watching you per Sylvie Vartan, oferint-li el seu primer títol en anglès, títol que ell interpretarà en duo amb ella a la televisió americana dos anys més tard. El 1979, compon i produeix un àlbum per Mireille Mathieu titulat Mireille Mathieu sings Paul Anka per la versió americana. Canta tres duos amb Mireille You and I, After You i Bring the Wine en aquests dos àlbums. Aquests àlbums han estat distribuïts al món sencer.
El 1983, ha coescrit amb Michael Jackson, This Is It i Love Never Felt So Good, que no sortiran fins als anys 2010 en àlbums postums del « rei del pop ».
És pare de cinc filles, Alexandra, Anthea, Amanda, Alicia i Amelia i un fill Ethan (2006).

## Cinema
Com a actor va participar en films com El dia més llarg i Captain Ron va aparèixer a un episodi dels The Simpsons ("Treehouse of Horror VI").